# Lijst van administratieve eenheden in Quảng Ninh
Deze lijst bevat een overzicht van administratieve eenheden in Quảng Ninh (Vietnam).
De provincie Quảng Ninh ligt in het noorden van Vietnam aan de Golf van Tonkin en het grenst in het noorden aan de Volksrepubliek China. De oppervlakte van de provincie bedraagt 6099 km² en Quảng Ninh telt ruim 1.097.800 inwoners. Quảng Ninh is onderverdeeld in twee steden, twee thị xã's en tien huyện.

## Stad

### Thành phốHạ Long
- Phường Bạch Đằng
- Phường Bãi Cháy
- Phường Cao Thắng
- Phường Cao Xanh
- Phường Đại Yên
- Phường Giếng Đáy
- Phường Hà Khánh
- Phường Hà Khẩu
- Phường Hà Lầm
- Phường Hà Phong
- Phường Hà Trung
- Phường Hà Tu
- Phường Hồng Gai
- Phường Hồng Hà
- Phường Hồng Hải
- Phường Hùng Thắng
- Phường Trần Hưng Đạo
- Phường Tuần Châu
- Phường Việt Hưng
- Phường Yết Kiêu

### Thành phố Móng Cái
- Phường Bình Ngọc
- Phường Hải Hòa
- Phường Hải Yên
- Phường Hòa Lạc
- Phường Ka Long
- Phường Ninh Dương
- Phường Trà Cổ
- Phường Trần Phú
- Xã Bắc Sơn
- Xã Hải Đông
- Xã Hải Sơn
- Xã Hải Tiến
- Xã Hải Xuân
- Xã Quảng Nghĩa
- Xã Vạn Ninh
- Xã Vĩnh Thực
- Xã Vĩnh Trung

## Thị xã

### Thị xã Cẩm Phả
- Phường Cẩm Bình
- Phường Cẩm Đông
- Phường Cẩm Phú
- Phường Cẩm Sơn
- Phường Cẩm Tây
- Phường Cẩm Thạch
- Phường Cẩm Thành
- Phường Cẩm Thịnh
- Phường Cẩm Thủy
- Phường Cẩm Trung
- Phường Cửa Ông
- Phường Mông Dương
- Phường Quang Hanh
- Xã Cẩm Hải
- Xã Cộng Hòa
- Xã Dương Huy

### Thị xã Uông Bí
- Phường Bắc Sơn
- Phường Nam Khê
- Phường Quang Trung
- Phường Thanh Sơn
- Phường Trưng Vương
- Phường Vàng Danh
- Phường Yên Thanh
- Xã Điền Công
- Xã Phương Đông
- Xã Phương Nam
- Xã Thượng Yên Công

## Huyện

### Huyện Ba Chẽ
- Thị trấn Ba Chẽ
- Xã Đạp Thanh
- Xã Đồn Đạc
- Xã Lương Mông
- Xã Minh Cầm
- Xã Nam Sơn
- Xã Thanh Lâm
- Xã Thanh Sơn

### Huyện Bình Liêu
- Thị trấn Bình Liêu
- Xã Đồng Tâm
- Xã Đồng Văn
- Xã Hoành Mô
- Xã Húc Động
- Xã Lục Hồn
- Xã Tình Húc
- Xã Vô Ngại

### HuyệnCô Tô
- Thị trấn Cô Tô
- Xã Đồng Tiến
- Xã Thanh Lân

### Huyện Đầm Hà
- Thị trấn Đầm Hà
- Xã Đại Bình
- Xã Đầm Hà
- Xã Dực Yên
- Xã Quảng An
- Xã Quảng Lâm
- Xã Quảng Lợi
- Xã Quảng Tân
- Xã Tân Bình
- Xã Tân Lập

### Huyện Đông Triều
- Thị trấn Đông Triều
- Thị trấn Mạo Khê
- Xã An Sinh
- Xã Bình Dương
- Xã Bình Khê
- Xã Đức Chính
- Xã Hoàng Quế
- Xã Hồng Phong
- Xã Hồng Thái Đông
- Xã Hồng Thái Tây
- Xã Hưng Đạo
- Xã Kim Sơn
- Xã Nguyễn Huệ
- Xã Tân Việt
- Xã Thủy An
- Xã Tràng An
- Xã Tràng Lương
- Xã Việt Dân
- Xã Xuân Sơn
- Xã Yên Đức
- Xã Yên Thọ

### Huyện Hải Hà
- Thị trấn Quảng Hà
- Xã Cái Chiên
- Xã Đường Hoa
- Xã Phú Hải
- Xã Quảng Chính
- Xã Quảng Điền
- Xã Quảng Đức
- Xã Quảng Long
- Xã Quảng Minh
- Xã Quảng Phong
- Xã Quảng Sơn
- Xã Quảng Thắng
- Xã Quảng Thành
- Xã Quảng Thịnh
- Xã Quảng Trung
- Xã Tiến Tới

### Huyện Hoành Bồ
- Thị trấn Trới
- Xã Bằng Cả
- Xã Dân Chủ
- Xã Đồng Lâm
- Xã Đồng Sơn
- Xã Hòa Bình
- Xã Kỳ Thượng
- Xã Lê Lợi
- Xã Quảng La
- Xã Sơn Dương
- Xã Tân Dân
- Xã Thống Nhất
- Xã Vũ Oai

### Huyện Tiên Yên
- Thị trấn Tiên Yên
- Xã Đại Dực
- Xã Đại Thành
- Xã Điền Xá
- Xã Đông Hải
- Xã Đông Ngũ
- Xã Đồng Rui
- Xã Hà Lâu
- Xã Hải Lạng
- Xã Phong Dụ
- Xã Tiên Lãng
- Xã Yên Than

### Huyện Vân Đồn
- Thị trấn Cái Rồng
- Xã Bản Sen
- Xã Bình Dân
- Xã Đài Xuyên
- Xã Đoàn Kết
- Xã Đông Xá
- Xã Hạ Long
- Xã Minh Châu
- Xã Ngọc Vừng
- Xã Quan Lạn
- Xã Thắng Lợi
- Xã Vạn Yên

### Huyện Yên Hưng
- Thị trấn Quảng Yên
- Xã Cẩm La
- Xã Cộng Hòa
- Xã Đông Mai
- Xã Hà An
- Xã Hiệp Hòa
- Xã Hoàng Tân
- Xã Liên Hòa
- Xã Liên Vị
- Xã Minh Thành
- Xã Nam Hòa
- Xã Phong Cốc
- Xã Phong Hải
- Xã Sông Khoai
- Xã Tân An
- Xã Tiền An
- Xã Tiền Phong
- Xã Yên Giang
- Xã Yên Hải